# 로미오와 줄리엣 (2001년 뮤지컬)
『로미오와 줄리엣 』(프랑스어：Roméo et Juliette: de la Haine à l'Amour)는 셰익스피어의 희곡 『로미오와 줄리엣』을 기초로 한 프랑스발 뮤지컬. 작사・작곡은 제라르 프레스귀르빅, 초연은 2001년 1월 19일, 파리의 팔레・드・콩굴레 극장.

## 개요
초연 당시의 서브타이틀은 「de la Haine à l'Amour 증오로부터 사랑에」. 프랑스어 뮤지컬로써는 「노트르담 드 파리」와 어깨를 나란히 하는 인기작품이다.
원작과 다른 것은 등장인물 대부분이 두 주인공의 비밀결혼을 알고 있는 것이다. 또햔 언어나 상연 지역에 따라 노래나 줄거리, 특히 주인공 두 사람이 죽는 방법 등에 차이가 있다.
지금까지 몬트리올, 런던(영어), 암스테르담, 부다페스트)헝가리어), 모스크바(러시아어), 빈(독일어),  멕시코(스페인어)등으로 상연되었다. 아시아에서는 2007년, 프랑스어로 서울, 부산, 타이베이 등에서 순회상연되었다.
2010년 2월 ~ 4월, 파리의 팔레・드・콩굴레 극장에서 「Les enfants de Vérone 베로나의 어린이들」이라는 부제목으로 재연되었다. 로미오 역은 초연 및 아시아 투어에서 같은 역할을 했던 다미앙 사르그, 줄리엣은 아시아 투어공연의 조이 에스텔이다.
일본에서는 다카라즈카 호시구미에 의해 2010년 7월에 우메다 예술극장, 8월에 하카타좌에서 상연한 것이 초연이다. 이후의 재연에 대해서는 부연 설명을 참고할 것.

## 등장인물
- 로미오 - 몬태규 가문의 외아들.
- 줄리엣 - 캐퓰릿 가문의 외동딸.
- 티볼트 - 캐퓰릿 부인의 조카. 줄리엣을 짝사랑 하고있다.
- 벤볼리오 - 몬태규의 조카이며 로미오의 친구.
- 머큐시오 - 베로나 공의 조카이며 로미오의 친구.
- 로렌스 신부 - 마을 교회의 신부. 로미오와 줄리엣의 비밀결혼의 주례를 선다.
- 줄리엣의 유모
- 몬태규 경 - 몬태규 가문의 가장
- 몬태규 부인 - 몬태규의 아내. 캐퓰릿 부인과 대립하고 있다.
- 캐퓰릿 경 - 캐퓰릿 가문의 가장
- 캐퓰릿 부인 - 캐퓰릿의 아내. 몬태규 부인과 대립하고 있다.
- 베로나 대공 - 베로나의 영주. 몬태규 가문과 캐퓰릿 가문의 대립에 고뇌하고 있다.
- 피터 - 줄리엣의 유모의 종자.
- 파리스 - 줄리엣의 종자
- 죽음
- 사랑(일본 다카라즈카판 오리지널)

## 줄거리
극적인 효과를 위해 죽음(프랑스, 벨기에, 일본, 네덜란드, 모스크바에 한함)이나 시인(프랑스판에 한함) 등의 원작에는 등장하지 않는 인물이 등장한다. 또한 캐퓰릿부인의 장면이 큰 폭으로 늘어, 헝가리판에서는 사용인과 불륜을 저지른다. 티볼트의 역할은 조금 바뀌었다. 증오, 그리고 줄리엣을 향한 보상없는 마음을 가지고 어두운 유년시절을 보냈다는 설정이 더해져 원작의 단순히 적의를 품은 모습에서 보다 더 가련한 캐릭터가 되었다.

### 제 1막
베로나 거리의 두 명문 가문 몬태규와 캐퓰릿 사이에 장기간에 걸친 확집은, 빈번하게 거리에서의 폭동을 일으킨다. 화를 내어 베로나 대공은 위반시 사형에 처한다는 조건으로 시내에서의 투쟁을 절대적으로 금지하는 법령을 발표한다("Vérone"). 캐퓰릿 부인과 몬태규 부인이 양 일족의 폭행을 공공연히 비난하는 사이("La haine"), 로미오(몬태규 일가의 유일한 후계자)와 줄리엣(캐퓰릿 가의 딸)은 어떻게 할 수 없을 만큼 사랑을 찾아 헤매고 있다("Un jour").
캐퓰릿 가에서는 줄리엣 이 파리스 백작과 만날 수 있도록 무도회가 열렸다. 그리고, 파리스 백작은 캐퓰릿 경에게 줄리엣과의 혼약을 신청했다("La demande en mariage", "Tu dois te marier"). 베로나에서는, 로미오와 그의 친구인 벤볼리오와 머큐시오가 거리를 어슬렁거리고 있었다("Les rois du monde", "La folie"). 로미오는 어떻게도 말할 수 없는 공포를 느끼고 있었다("J'ai peur"). 로미오의 기분전환을 위해 벤볼리오와 머큐시오는 로미오를 변장시켜, 캐퓰릿 가에서 열린 무도회에 데리고 간다("Le bal"). 캐퓰릿 경의 딸인 줄리엣을 본 순간, 로미오는 상대가 누구인지도 모른 채 줄리엣에게 마음을 뺏긴다("L'amour heureux"). 티볼트는 로미오인 것을 알아채고, 줄리엣의 부모에게 알린다. 로미오와 줄리엣은 유모에 의해 서로가 누구인지 알게 된다("Le bal 2"). 티볼트는 실연당하고(마음 속으로 줄리엣을 좋아하고 있었다), 자신이 증오와 모순의 아들이라고 노래한다("C'est pas ma faute").
무도회가 끝난 후 줄리엣은 자신의 방에서 로미오를 떠올린다. 그리고 로미오는 자신의 위험을 무릎쓰고 캐퓰릿 가의 정원에서 줄리엣에게 구혼한다. 두 사람은 사랑을 맹세하고 결혼할 수 있도록 가능한 빠르고 비밀스럽게 계획을 세운다("Le balcon"). 가족이 절대로 자신들의 결혼을 찬성하지 않을 것이라고 알고 있었기 때문에, 로미오는 로렌스 신부와 만나, 결혼식의 주례를 서 줄 것을 부탁한다. 로렌스 신부는 이 결혼으로 양 집안이 화해할 것을 바라며 수락한다("Par amour").
아침에 로미오는 친구들과 만나, 줄리엣의 유모를 만난 모두에게 놀림받는다("Les beaux, les laids"). 로미오는 로렌스 신부가 오후 참회시간에 결혼식의 주례를 서 주는 것을 유모에게 전한다. 줄리엣을 친딸처럼 사랑하는 유모는, 줄리엣에게 그 소식을 전한다("Et voilà qu'elle aime"). 드디어 로미오와 줄리엣은 결혼한다("Aimer").

### 제 2막
다음날, 벤볼리오와 머큐시오는 로미오와 만난다. 그리고 그들은 로미오를 배신자라고 비난한다("On dit dans la rue"). 베로나의 거리에서는 로미오와의 새로운 혈연관계에 대하여 알지 못하는 티볼트가 로미오를 찾고 있고("C'est le jour"), 로미오를 찾자 싸움을 건다. 하지만 로미오는 거절한다("Le duel"). 머큐시오는 그 도전을 받아들이고 티볼트의 칼에 찔린다. 죄악감, 복수심, 젊은이 특유의 급한 성미에 이끌려, 로미오는 티볼트를 죽인다("Mort de Mercutio"). 양 집안은 슬픔에 빠지고, 대공에게 보복을 요구한다("La vengeance"). 최종적으로 대공은 로미오를 베로나에서 추방하기로 하고, 정치 권력에 대해 생각을 한다("Le pouvoir"). 줄리엣은 자신의 방에서 유모에게 비보를 전해 듣는다. 줄리엣은 사촌형제에 대한 애정과 남편을 향한 사랑의 사이에서 고민하게 된다. 로미오는 로렌스 신부를 찾아가 추방은 죽음보다도 힘들다고 말한다("Duo du désespoir").
로미오와 줄리엣은 결혼 첫날밤을 둘이서 보내고, 로미오는 만토바로 도망간다("Le chant de l'alouette"). 줄리엣은 남편이 떠난 후, 파리스백작과 결혼할 예정이라고 부모에게 전해 듣는다. 거절하면 연을 끊겠다고 위협을 당한다("Demain"). 그렇게 말하면서도 캐퓰릿 경은 딸을 향한 애정을 노래한다("Avoir une fille"). 자신의 방에서 줄리엣은 어째서 자신이 명령에 따르지 않으면 안되는지 묻는다("Pourquoi"). 한편, 만토바에 있는 로미오는 줄리엣을 떠올린다. 절망 속에서 줄리엣은 로렌스 신부에게 의지하게 된다. 그리고 로렌스 신부는 성공적인 계획을 세운다. 신부는 그 계획이 두 연인과 그 집안에 행복한 결말을 가져올 것이라고 바란다("Sans elle").
줄리엣이 결혼 계획에 따르고 있다고 생각되었지만 줄리엣은 결혼식 전날 밤, 로렌스 신부가 준비한 가사상태에 빠지는 약을 마신다("Le poison"). 줄리엣은 깨어나서 자신을 기다리는 로미오와 만날 것을 기대하며 캐퓰릿 가 지하의 영안실에 안치된댜. 불운하게도 신부가 로미오에게 쓴 편지를 전달인이 잃어버리고, 그 대신 로미오는 벤볼리오를 통해 아내인 줄리엣이 죽었다는 사실만을 전해듣게 된다("Comment lui dire").
비통에 빠진 로미오는 캐퓰릿 가의 지하 영안실에 침입하여, 사랑하는 사람의 유체를 발견한다. 그리고 죽어서 줄리엣과 재회하기 위해 독약을 마신다("Mort de Roméo"). 그 직후 줄리엣이 가사상태에서 깨어나, 남편 로미오가 죽은 것을 알고 로미오의 단검으로 자결한다("La mort de Juliette"). 로렌스 신부는 영안실을 찾아 와, 두 사람의 죽음을 알게 된다. 로렌스 신부는 신에게 푸념을 한다("J'sais plus"). 자초지종을 이야기하고, 증오에 억눌려 있던 양가는 이 후 평화롭게 살 것에 동의하게 된다("Coupables").

## 초연 캐스팅
- 로미오 Roméo : Damien Sargue, Vincent Niclo
- 줄리엣 Juliette : Cécilia Cara, Frédérica Sorel
- 벤볼리오 Benvolio : Grégori Baquet, Pino Santoro
- 머큐시오 Mercutio : Philippe d'Avilla, Nuno Resende
- 티볼트 Tybalt : Tom Ross, Nuno Resende
- 몬태규 부인 Lady Montaigu : Eléonore Beaulieu, Frédérica Sorel
- 캐퓰릿 부인 Lady Capulet : Isabelle Ferron, Karoline Blandin
- 유모 La Nourrice : Réjane Perry, Rachel Pignot)
- 캐퓰릿 경 Comte Capulet : Sébastien Chato, Philippe Candelon
- 로렌스 신부 Frère Laurent : Jean-Claude Hadida, Arié Itah
- 베로나 공 Le Prince de Vérone : Frédéric Charter, Arié Itah
- 파리스 백작 Pâris : Essai, Philippe Candelon
- 시인 Le Poète : Serge Le Borgne, Esteban Olives
- 죽음 La Mort : Anne Mano

## 일본 캐스팅

### 다카라즈카 캐스팅
2010년 - 호시구미공연(*초연)
연출은 코이케 슈이치로가 담당. 이후의 공연도 코이케 슈이치로가 담당하고 있다.
호시구미선발 멤버로 우메다 예술극장과 하카타좌에서 공연
다카라즈카 버전에는 「사랑」이라는 댄서 역이 새로 추가되었다.
2011년 - 유키구미공연
다카라즈카 대극장과 도쿄 다카라즈카 극장에서 공연. 본공연 뒤의 피날레 쇼 넘버의 연출이 추가되었다.
오토즈키 케이의 대극장 톱스타 피로 공연.
히로인인 줄리엣 역을 마이하네 미미와 유메카 아미가 역할바꿈으로 연기했다.
2011년 3월 3일 공연으로 도쿄 다카라즈카 극장이 리뉴얼 오픈 이후 천만 관객 동원을 달성하여, 본공연 이후 축하 세레머니가 행해졌다.
2011년 3월 11일 공연중 도호쿠 지방 태평양 해역 지진이 발생하여, 공연 제 2막과 다음날의 공연이 중지되었다.
3월 13일부터 천추락까지는 「도호쿠 지방 태평양 해역 지진 돕기 공연」으로 상연되어, 수익금의 일부와 성금 모금 한 돈이 일본 적십자사에 기부되었다.
2012년 - 츠키구미공연
다카라즈카 대극장과 도쿄 다카라즈카 극장에서 상연.
류 마사키와 마나키 레이카 톱스타 콤비 피로 공연.
류와 아스미 리오가 역할바꿈으로 로미오와 티볼트를 연기했다.
2013년 - 호시구미공연
다카라즈카 대극장과 도쿄 다카라즈카 극장에서 상연.
티볼트・벤볼리오・머큐시오・파리스・죽음・사랑 총 6역을 역할바꿈으로 공연했다.
|               | 2010년 호시구미 | 2011년 유키구미           | 2012년 츠키구미        | 2013년 호시구미               |
| ------------- | --------------- | ------------------------- | ---------------------- | ----------------------------- |
| 로미오        | 유즈키 레온     | 오토즈키 케이             | 류 마사키 아스미 리오. | 유즈키 레온                   |
| 줄리엣        | 유메사키 네네   | 마이하네 미미 유메카 아미 | 마나키 레이카          | 유메사키 네네                 |
| 티볼트        | 오우기 카나메   | 오즈키 토마               | 아스미 리오 류 마사키  | 쿠레나이 유즈루 마카제 스즈호 |
| 벤볼리오      | 스즈미 시오     | 미스즈 아키               | 세이죠 카이토          | 쿠레나이 유즈루 레이 마코토   |
| 머큐시오      | 쿠레나이 유즈루 | 사기리 세이나             | 미야 루리카            | 이치죠 아즈사 텐쥬 미츠키     |
| 로렌스 신부   | 에마 나오키     | 소노 하루토               | 에마 나오키            | 에마 나오키                   |
| 줄리엣의 유모 | 시라하나 레미   | 사오 쿠라마               | 미호 케이코            | 미시로 렌                     |
| 캐퓰릿 경     | 이츠키 치히로   | 이츠키 치히로             | 코시노 류              | 이츠키 치히로                 |
| 캐퓰릿 부인   | 오토하나 유리   | 하루카 미도리             | 토우카 유리노          | 오토하나 유리                 |
| 몬태규 경     | 니시키 아이     | 아스카 유                 | 아야즈키 세리          | 미키 치구사                   |
| 몬태규 부인   | 카와이 미즈호   | 아사키 유메미             | 하나세 미즈카          | 카와이 미즈호                 |
| 베로나 대공   | 미즈키 료       | 아야나기 마오             | 키즈키 유마            | 토키 이리스                   |
| 파리스 백작   | 텐쥬 미츠키     | 아야나 오토               | 시몬 유리야            | 이치죠 아즈사 텐쥬 미츠키     |
| 피터          | 미시로 렌       | 우타카제 스이             | 카오 아미리            | 신게츠 사쿠                   |
| 죤            | 키사라기 렌     | 오우가 미츠키             | 아리세 소우            | 키자키 레오                   |
| 죽음          | 마카제 스즈호   | 아야카제 사키나           | 타마키 료              | 마카제 스즈호 마오 유우키     |
| 사랑          | 레이 마코토     | 다이고 세시루             | 아키즈키 사야          | 츠루미 마유 레이 마코토       |

|               | 2011년 유키구미 | 2012년 츠키구미 | 2013년 호시구미 |
| ------------- | --------------- | --------------- | --------------- |
| 로미오        | 아야카제 사키나 | 타마키 료       | 레이 마코토     |
| 줄리엣        | 마나카 아유     | 사키히 미유     | 시로키 미레이   |
| 티볼트        | 린죠 키라       | 아키즈키 사야   | 마오 유우키     |
| 벤볼리오      | 카료 시즈루     | 키즈키 유마     | 나츠키 레이     |
| 머큐시오      | 아야나기 쇼     | 아사미 준       | 시도 류         |
| 로렌스 신부   | 호카제 나루미   | 치나미 카란     | 히로카 유       |
| 줄리엣의 유모 | 토우미 사라사   | 하루네 아키     | 히나미 후우     |
| 캐퓰릿 경     | 아사카제 레이   | 타카스미 하야토 | 사자나미 레이라 |
| 캐퓰릿 부인   | 치카제 카렌     | 하나히 미라     | 유메키 안루     |
| 몬태규 경     | 오우가 미츠키   | 키죠 미츠루     | 오우시나 유우   |
| 몬태규 부인   | 코노하나 이노리 | 마아이 스즈카   | 타마하나 유후   |
| 베로나 대공   | 토우마 카즈키   | 아마토 리이라   | 휴우가 란       |
| 파리스 백작   | 마나 하루토     | 모시키 츠바사   | 오토사키 이츠키 |
| 피터          | 오우카 레오     | 레이나 유       | 쇼마 쥬네       |
| 죤            | 오오스미 레이   | 유메나 루네     | 토도 쥰         |
| 죽음          | 키라하 레오     | 호즈키 안       | 토아 레이야     |
| 사랑          | 쿠죠 아스       | 하야미 세이     | 오우하 미라이   |

### 그 외의 일본공연
2011년
타이틀 표기는 뮤지컬 『로미오&줄리엣』
윤색・연출은 코이케 슈이치로가 담당. 기획・제작은, TBS 텔레비전, 호리프로, 우메다 예술극장.
아카사카 ACT 시어터, 우메다 예술극장에서 상연.
캐스트와 댄서는 오디션으로 결정.
2013년
도큐 시어터 오브, 우메다 예술극장에서 상연.
시로타 유가 주역인 로미오와 준주역의 티볼트를 연기했다.
가키자와 하야토는 도쿄공연만 출연.
2017년
아카사카 ACT 시어터와 우메다 예술극장에서 상연예정.
|               | 2011년                        | 2013년                                  | 2017년                          |
| ------------- | ----------------------------- | --------------------------------------- | ------------------------------- |
| 로미오        | 시로타 유 야마자키 이쿠사부로 | 시로타유 후루카와 유타 가키자와 하야토  | 후루카와 유타 오노 타쿠로       |
| 줄리엣        | 곤 나츠미 후랭크 리나         | 후랭크 리나 시미즈 쿠루미               | 이쿠타 에리카 기노시타 하루카   |
| 티볼트        | 우에하라 리오 히라카타 겡키   | 시로타 유 가토 카즈키                   | 와타나베 다이스케 히로세 유스케 |
| 벤볼리오      | 히라이 켄지                   | 오노에 마츠야 히라카타 겡키             | 바바 토오루 야자키 히로시       |
| 머큐시오      | 라치 신지 이시이 카즈아키     | 히가시야마 미츠아키 미즈타 코키         | 히라마 소이치 오노 켄쇼         |
| 로랑 신부     | 아자키 모토무                 | 아자키 모토무                           | 사카모토 켄지                   |
| 줄리엣의 유모 | 미라이 유키                   | 미라이 유키                             | 실비아 그랩                     |
| 캐퓰릿 경     | 이시카와 켄                   | 이시카와 켄                             | 오카 코지로                     |
| 캐퓰릿 부인   | 스즈카제 마요                 | 스즈카제 마요                           | 코쥬 타츠키                     |
| 몬태규 경     | 히노 아라타                   | 히노 아라타                             | 아베 유우                       |
| 몬태규 부인   | 오토리 레이                   | 스즈키 유카리                           | 아키조노 미오                   |
| 베로나 대공   | 나카야마 노보루               | 나카야마 노보루                         | 키시 유지                       |
| 파리스        | 오카다 료스케                 | 오카다 료스케 카토 준이치               | 카와쿠보 타쿠지                 |
| 죽음          | 나카지마 슈 오누키 유스케     | 나카지마 슈 오누키 유스케 미야오 슌타로 | 오누키 유스케 미야오 슌타로     |

## 넘버
이니셜
- R：로미오
- J：줄리엣
- B：벤볼리오
- M：머큐시오
- T：티볼트
- LM：몬태규 부인
- LC：캐퓰릿 부인
- CC：캐퓰릿 경
- LN：줄리엣의 유모
- PV：베로나 대공
- FL：로렌스 신부
- LP：시인
- P：파리스
- LaM：사신
- GP：프레스귀르빅
- LT：전원

| Acte 1                             | Acte 2                                |
| ---------------------------------- | ------------------------------------- |
| Ouverture (GP)                     | "On dit dans la rue" (R, M & B)       |
| "Vérone" (PV)                      | "Cest le jour" (T)                    |
| "La Haine" (LC & LM)               | "Le Duel" (M, T, & R)                 |
| "Un Jour" (R & J)                  | "Mort de Mercutio" (M & R)            |
| "La Demande en mariage" (P & CC)   | "La Vengeance" (CC, LM, PV & R)       |
| "Tu dois te marier" (LC & LN)      | "Le Pouvoir" (PV)                     |
| "Les Rois du monde" (R, B & M)     | "Duo du désespoir" (LN & FL)          |
| "La Folie" (M, R & B)              | "Le Chant de l'alouette" (R & J)      |
| "J'ai peur" (R)                    | "Demain" (CC, LC, J & LN)             |
| "Le Bal" (instrumental)            | "Avoir une fille" (CC)                |
| "L'Amour heureux" (R & J)          | "Pourquoi" (J)                        |
| "Le Bal 2" (instrumental)          | "Sans Elle" (R & J)                   |
| "C'est pas ma faute" (T)           | "Le Poison" (J)                       |
| "Le Poète" (LP & J)                | "Comment lui dire" (B)                |
| "Le Balcon" (R & J)                | "Mort de Roméo" (R)                   |
| "Par amour" (FL, R & J)            | "La Mort de Juliette" (J)             |
| "Les Beaux, les Laids" (LN, B & M) | "J'sais plus" (FL)                    |
| "Et voilà qu'elle aime" (LN)       | "Coupables" (final) (LC, LM, LN & LT) |
| "Aimer" (R & J)                    | --                                    |